# Merker Dávid
Merker Dávid (Budapest, 1983. október 18. –) magyar társadalmi tanulmányok szakértő, kulturális szakember, a Hosszúlépés. Járunk? városi séta-szervező cég társalapítója, és ügyvezetője. Politikusként 2006 és 2010 között önkormányzati képviselő Budapest XIII. kerületében, 2009 júniusáig az SZDSZ tagja.

## Élete
Zsidó értelmiségi család sarja, édesapja építész, édesanyja a reklámiparban dolgozott. Általános iskolai tanulmányait a Lauder Javne iskolában végezte, 2002-ben érettségizett az ELTE Radnóti Miklós Gyakorlógimnáziumában. Az Eötvös Loránd Tudományegyetem Társadalomtudományi Karán társadalmi tanulmányok szakán végzett. 2012/2013-ban az angliai University of Bath hallgatója volt International Development szakon.
Felesége Koniorczyk Borbála urbanista. Egy kislányuk született.

## Politikai pályafutása
2002-ben lépett be az SZDSZ-be. 2004 és 2006 között a párt ifjúsági szervezete, az Új Generáció alelnöke volt. 2006-ban listás országgyűlési képviselőjelölt volt a Szabad Demokraták Szövetsége színeiben, majd az önkormányzati választások során Budapest XIII. kerületének 5-ös körzetében, a Szent István park környékén indult. Önálló liberális jelöltként 26,75%-ot szerzett, listán került be a XIII. kerület képviselő-testületébe. 2009-ben kilépett a pártból.
A 2024-es magyarországi önkormányzati választáson a Vitézy Dávid–LMP fővárosi lista negyedik helyén indult képviselőjelöltként.

## Tevékenysége a Hosszúlépés. Járunk? alapítójaként
Merker Dávid feleségével, Koniorczyk Borbálával közösen a Hosszúlépés. Járunk? városi séta-szervező cég társalapítója és ügyvezetője a vállalkozás 2013-as indulása óta. A 2015-ös Év Példaképe közönségdíjasa.
Merker Dávid a hosszúlépés.járunk? sétavezetőjeként is tevékenykedett. Nevéhez fűződik például az Aczél György nyomában Újlipótvárosban, a Rejtett zsinagógák, az Ottlik Géza gyerekkora, a Cionista Budapest, a Cseh Tamás nyomában Budán, az Újvilág Óbudán és az Otthon a nyolcban című városi séta.
2021. decemberében megjelent a Hosszúlépés Budapesten, Koniorczyk Borbála és Merker Dávid első könyve. A Hosszúlépés Budapesten négy, virtuálisan és valóságosan is bejárható sétával mutatja be a főváros történetének egy-egy szeletét. A könyv a XXI. század kiadó gondozásában jelent meg.